# Tye (Szwecja)
Tye – miejscowość (tätort) w Szwecji, w regionie administracyjnym (län) Värmland, w gminie Hammarö.
Według danych Szwedzkiego Urzędu Statystycznego liczba ludności wyniosła: 247 (31 grudnia 2015), 276 (31 grudnia 2018) i 292 (31 grudnia 2019).